# مسجد بزرگ شریف‌الملک
مسجد بزرگ شریف الملک مربوط به دوره قاجار است و در همدان، ضلع جنوبی میدان آرامگاه بوعلی، خیابان بین‌النهرین واقع شده و این اثر در تاریخ ۱۶ فروردین ۱۳۷۷ با شمارهٔ ثبت ۱۹۸۴ به‌عنوان یکی از آثار ملی ایران به ثبت رسیده است.